# Nicolae Munteanu (Handballspieler)

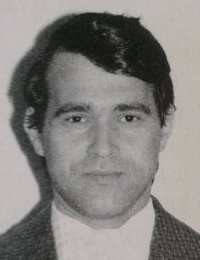
Nicolae Munteanu

Nicolae Munteanu (* 7. Dezember 1951 in Brașov) ist ein ehemaliger rumänischer Handballtorwart.
Er spielte für Tractorul Brașov und ab 1971 für Steaua Bukarest. Mit dem Club aus der Hauptstadt wurde er vierzehnmal rumänischer Meister.
Für die rumänische Nationalmannschaft bestritt Munteanu 238 Länderspiele, in denen er sechs Tore erzielte. Er vertrat sein Land bei der Weltmeisterschaft 1978 und der Weltmeisterschaft 1982, wo Rumänien Siebter und Fünfter wurde. Erfolgreicher verliefen seine drei Olympiateilnahmen. In Montreal 1976 gewann Rumänien Silber, nach einer 15:19-Niederlage im Finale gegen die Sowjetunion. Bei den Olympischen Spielen 1980 in Moskau war die rumänische Mannschaft nach den Gruppenspielen punktgleich mit der Sowjetunion und Jugoslawien, kam aufgrund des Torverhältnisses aber auf Platz zwei, so dass das Endspiel verpasst wurde. Im Spiel um Platz drei gelang dann ein Sieg gegen Ungarn. Bronze gewann Rumänien auch bei den Olympischen Spielen 1984, wobei Munteanu in Los Angeles Kapitän seiner Mannschaft war.
Nach seiner aktiven Laufbahn war Munteanu in Frankreich 1989/90 und 1991/92 Trainer von US Dunkerque und 1990/1991 von HC Antibes. Danach gehörte er bis 2007 dem Trainerteam der rumänischen Nationalmannschaft an.